# Jordi Ribera
Jordi Ribera Romans (Sarrià de Ter, 3 de março de 1963) é um ex-handebolista profissional e atual treinador espanhol, atualmente treina a Seleção Espanhola Masculina de Handebol.